# Тертки
Те́ртки — село в Україні, у Луцькому районі Волинської області. Входить до складу Торчинської селищної громади.

## Історія
Волинська обласна рада рішенням від 12 серпня 2005 року у Луцькому районі відновила село Тертки, раніше об'єднане з селом Гать, взяла його на облік і підпорядкувала Воютинській сільській раді.

## Географія
Село розташоване на правому березі річки Чорногузки.